# Johann Philipp Lemke
Johann Philipp Lemke, svensk: Johan Filip Lemke (født 1631 i Nürnberg, død 1711 eller 1713 i Stockholm) var en tysk maler, der længere tid var virksom i Italien og Sverige. Han er bedst kendt for sine skildringer af slag- og jagtscener.
Lemke blev uddannet i Hamborg af mestre fra den hollandske skole, Decker og slagmaleren Weyer, og boede fra 1653 til 1673 i Italien for at studere. Der boede han primært i Rom, hvor Pieter van Laer var hans forbillede.
Formentlig på initiativ af David Klöcker Ehrenstrahl kaldtes han til konge Karl 11. af Sverige i 1683 til Stockholm, hvor han ankom i oktober. Under tilsyn af Erik Dahlberg skabte Lemke malerier efter Dahlbergs skitser. Maleriet Slaget ved Halmstad og det første maleri til Slaget ved Lund var han i stand til at levere endnu 1684. Ved afslutningen var der fire mindre malerier og 20 store med kampe, der oprindeligt blev ophængt på Drottningholm Slot. Kampene satte Lemke næsten i fugleperspektiv, med kongen i kampenheder eller forgrunden. På grund af forkert behandling ved grov rengøring i det 17. århundrede mindskes den kunstneriske værdi af disse malerier. 1806 indgraverede A.F. Skjöldebrand nogle eksemplarer til prospekter.
Lemke har også malet et stort antal småformat billeder. Da disse normalt ikke var signeret, blev de senere ofte fejlagtigt tilskrevet andre malere. Hans sidste år blev tilbragt i Lemke økonomiske vanskeligheder. Han kunne ikke sælge malerier nok og fik kun halvdelen af lønnen for nævnte værker bestilt af den svenske konge.